# Palkovics László (kertészmérnök)
Palkovics László Amand (Budapest, 1960. május 1. –) magyar kertészmérnök, növényorvos, az MTA doktora, egyetemi tanár, a Szent István Egyetem rektora 2018-2020 között.

## Életpályája
Kutató- és oktató munkáját 1985-ben a Kertészeti Egyetemen kezdte, ahol kertészmérnök, növényvédő mérnök diplomáját szerezte. PhD-ját a Gödöllői Agrártudományi Egyetemen vette át 1997-ben. 1989-től, 14 évig a Mezőgazdasági Biotechnológiai Kutatóközpont kutatójaként dolgozott. 2003-tól a Budapesti Corvinus Egyetem Kertészettudományi Karának Növénykórtani Tanszékét vezette. MTA doktori értekezését „A szilva himlő vírus biológiai sokszínűsége” címmel 2006-ban védte meg, és ebben az évben habilitált. 2007-ben nevezték ki egyetemi tanárrá. 2012–2015-ig a Budapesti Corvinus Egyetem tudományos rektorhelyettese, az egyetemi integráció után a Szent István Egyetem Budai Campusának rektorhelyettese 2016–2018-ig, majd a Szent István Egyetem rektora és Növényvédelmi Intézetének igazgatója 2018–2020-ig. Jelenleg a Széchenyi István Egyetem, Albert Kázmér Mosonmagyaróvári Kar, Növénytudományi Tanszékének professzora. 2023-tól tudományos vezetője a Széchenyi István Egyetem, Agrár és Élelmiszeripari Kutató Központjának.

## Munkássága
Közel 40 éve a Növénykórtani diszciplína oktatója, kutatója, kutatási területe elsősorban a kertészeti kultúrákhoz kapcsolódik. Első nemzetközileg elismert és a mai napig sokszor idézett eredménye a szilva himlő vírus (Plum pox virus, PPV) kutatásához kapcsolódik. A világon először közölte a vírus M típusú magyar izolátumának teljes örökítőanyagát. Kimutatta a vírusszekvenciákat tartalmazó transzgénikus növény és a felülfertőző vírus rekombinációs képességét. Legtöbbet idézett munkájában a vírus természetes rekombinánsait vizsgálta, illetve interspecifikus vírusokat állított elő. Mikológiai kutatásai során import gyümölcsökből elsőként azonosította munkatársaival a Monilinia fructicola fajt, a publikáció után Spanyolország karantént rendelt el a fertőzött gyümölcsöseiben. Elsőként azonosította Európában a Monilinia polystroma fajt. A közlemény hatására az USA kockázatelemzést készített almatermő területeire. Bakteriológia területén elsőként írta le hazánkban az Acidovorax citrulli kórokozót görögdinnyéről, az Erwinia amylovora kórokozót szilváról, kajsziról és cseresznyeszilváról. Vizsgálta a tulipán színtöréssel összefüggésbe hozható vírusok variabilitását, számos vírus új gazdanövényét írta le.

## Élete
Apja Palkovics Szilárd, a Budapesti Műszaki Egyetem Gépészmérnöki Karának adjunktusa volt, doktori fokozatát hőenergetika tudományterületen szerezte meg. Anyja Legeza Jolán, gépészmérnök. Gyermekkorát Budán töltötte, matematika és zene tagozatokon tanult, gyermekként szinkron színészként is dolgozott. 1978-ban érettségizett Budapesten a Móricz Zsigmond Gimnázium matematika tagozatán. Ez után egy évet a Kertészeti Egyetem Soroksári Botanikus Kertjében dolgozott kisegítő kerti munkásként, majd katonai szolgálatát Kalocsán töltötte. 1980-ban felvételt nyert a Kertészeti Egyetem kertészmérnöki szakára. Egyetemi évei alatt a Kertészeti Egyetem Klubjának (KEK) rendezője volt. Az 1980-as években több távoli országot is bejárt: Mexikó, Nicaragua, Kuba, Laosz, Kambodzsa, Vietnám, Üzbegisztán, Irán, Örményország, Törökország. Tagja volt az első magyar hegymászó csapatnak, amely meghódította Törökország legmagasabb csúcsát az Ararát-hegyen.

## Kitüntetései
- 2002 Bolyai János Kutatási Ösztöndíj Kuratóriuma Elismerő Oklevele
- 2007 Bolyai János Kutatási Ösztöndíj Kuratóriuma Emlékplakett
- 2010 Akadémiai Díj, Magyar Tudományos Akadémia
- 2012 Az év oktatója, Budapesti Corvinus Egyetem
- 2013 Entz Ferenc Emlékérem, Budapesti Corvinus Egyetem, Kertészettudományi Kar
- 2013 Mestertanári Aranyérem, Országos Tudományos Diákköri Tanács
- 2014 Német-Magyar Társaság Díszoklevele
- 2018 Linhart György Emlékérem, Magyar Növényvédelmi Társaság
- 2018 Pro Negotio Universitatis, Szent István Egyetem
- 2020 Horváth Géza Emlékérem, Magyar Növényvédelmi Társaság
- 2022 Széchenyi István Egyetem Tudományos Ösztöndíj
- 2023 Széchenyi István Egyetem Tudományos Ösztöndíj
- 2023 Distinguished Professor, Széchenyi István Egyetem
- 2024 Széchenyi István Egyetem Tudományos Ösztöndíj